# 薄绍之
薄绍之（？—？），字敬叔，《书史会要》作钦叙，丹阳（今安徽省当涂东）人，南朝宋书法家。与书法家羊欣并称为“羊薄”。

## 生平
宋文帝元嘉年间，曾官给事中。善书法，仰慕“书圣”王羲之，学其子王献之真草体，风骨秀异，行草倜傥，为马鞍山地区有文字记载的最早的书法家。代表作《回换帖》。

## 評價
- 梁武帝萧衍在《古今书人优劣评》中称薄绍之“书如龙游在霄，缱绻可爱”。
- 袁昂《古今书评》称“薄绍之书，字势蹉跎，如舞女低腰，仙人啸树，乃至挥豪振纸，有疾闪飞动之势。”